# Негірьов Григорій Аркадійович
Григорій Аркадійович Негірьов (нар. 1 вересня 1956, Туркменська РСР) — радянський та український футболіст, нападник та півзахисник, тренер.

## Кар'єра гравця
Футбольну кар'єру розпочав 1974 року в ашгабадському «Будівельника», який потім змінив назву на «Колхозчі» (Ашгабад). У 1979 році прийняв запрошення першолігового «Металурга» (Запоріжжя). У 1982 році захищав кольори херсонського «Кристалу». У 1983 році став гравцем запорізького «Торпедо», в якому 1985 року завершив кар'єру професіонального футболіста. Потім виступав в запорізьких аматорських клубах, у тому числі й «Трансформаторі» й ЗАлКі.

## Кар'єра тренера
По завершенні кар'єри гравця розпочав тренерську діяльність. У 2006 році приєднався до тренерського штабу запорізького «Металурга», де допомагав тренувати гравців клубу. У травні 2011 року працював виконувачем обов'язків головного тренера «Металурга». З липня 2013 року працював у ДЮСШ «Металург» (Запоріжжя).

## Досягнення

### Як гравця
«Торпедо» (Запоріжжя)
- Чемпіонат УРСР
  -  Чемпіон (1): 1984

- Кубок УРСР серед аматорів
  -  Володар (1): 1984